# Matthias Versluis
Matthias Versluis (ur. 18 lipca 1994 w Genolier) – fiński łyżwiarz figurowy, startujący w konkurencji solistów, a następnie w parach tanecznych z Juulią Turkkilą. Uczestnik igrzysk olimpijskich (2022), brązowy medalista mistrzostw Europy (2023), medalista zawodów międzynarodowych, mistrz Finlandii wśród solistów (2014) oraz trzykrotny mistrz Finlandii w parach tanecznych (2019, 2022, 2023).

## Osiągnięcia

### Pary taneczne

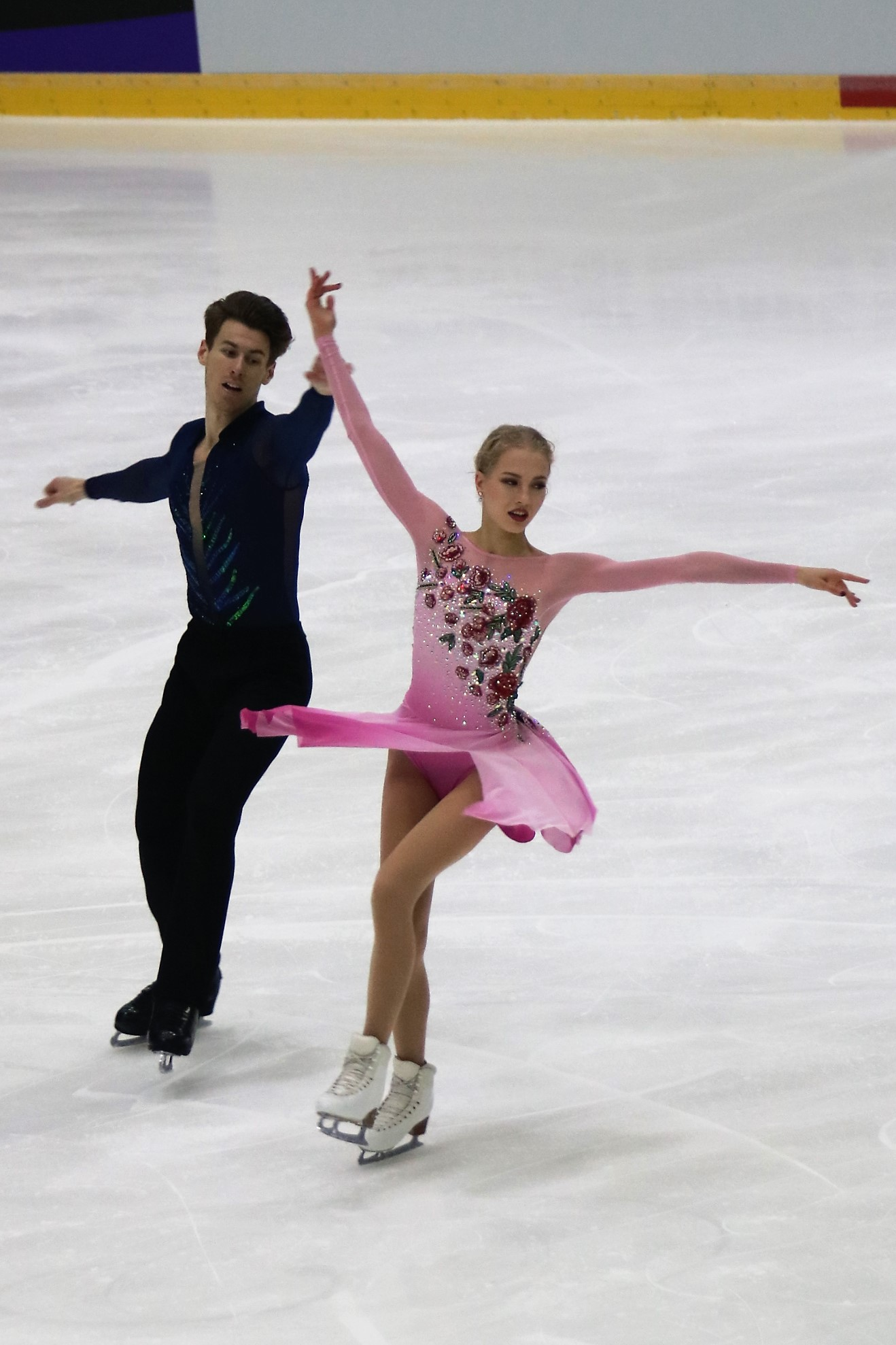
Turkkila i Versluis na zawodach Grand Prix Helsinki 2018

Z Juulią Turkkilą
| Zawody                      | 16–17          | 17–18          | 18–19          | 19–20          | 20–21          | 21–22          | 22–23          | 23–24          |                |                |                |                |                |                |                |                |                |
| Międzynarodowe              | Międzynarodowe | Międzynarodowe | Międzynarodowe | Międzynarodowe | Międzynarodowe | Międzynarodowe | Międzynarodowe | Międzynarodowe | Międzynarodowe | Międzynarodowe | Międzynarodowe | Międzynarodowe | Międzynarodowe | Międzynarodowe | Międzynarodowe | Międzynarodowe | Międzynarodowe |
| --------------------------- | -------------- | -------------- | -------------- | -------------- | -------------- | -------------- | -------------- | -------------- | -------------- | -------------- | -------------- | -------------- | -------------- | -------------- | -------------- | -------------- | -------------- |
| Zimowe igrzyska olimpijskie |                |                |                |                |                | 15             |                |                |                |                |                |                |                |                |                |                |                |
| Mistrzostwa świata          |                |                | 16             | C              | 21             | 12             | 9              | 10             |                |                |                |                |                |                |                |                |                |
| Mistrzostwa Europy          |                |                | 11             |                |                |                | 3              | 6              |                |                |                |                |                |                |                |                |                |
| GP Grand Prix Espoo         |                |                | 6              |                |                |                | 3              | 3              |                |                |                |                |                |                |                |                |                |
| GP Grand Prix de France     |                |                |                |                |                | 7              | 7              |                |                |                |                |                |                |                |                |                |                |
| GP NHK Trophy               |                |                |                |                |                |                |                | 4              |                |                |                |                |                |                |                |                |                |
| GP Rostelecom Cup           |                |                |                | WD             |                |                |                |                |                |                |                |                |                |                |                |                |                |
| CS Finlandia Trophy         |                | 15             | 6              | WD             |                | 6              | 3              | 1              |                |                |                |                |                |                |                |                |                |
| CS Lombardia Trophy         |                | 10             | 6              | WD             |                | 6              |                |                |                |                |                |                |                |                |                |                |                |
| CS Nebelhorn Trophy         |                |                |                |                |                | 1              |                | 3              |                |                |                |                |                |                |                |                |                |
| CS Memoriał Ondreja Nepeli  |                |                | 7              |                |                |                |                |                |                |                |                |                |                |                |                |                |                |
| CS Tallinn Trophy           | 13             |                |                |                |                |                |                |                |                |                |                |                |                |                |                |                |                |
| Bavarian Open               | 11             | 6              | 3              |                |                |                |                |                |                |                |                |                |                |                |                |                |                |
| Egna Trophy                 |                | 5              |                | 1              |                |                |                |                |                |                |                |                |                |                |                |                |                |
| Ice Challenge               |                | 3              |                |                |                |                |                |                |                |                |                |                |                |                |                |                |                |
| International Cup of Nice   |                | 13             |                |                |                |                |                |                |                |                |                |                |                |                |                |                |                |
| Minsk-Arena Ice Star        |                |                | 2              |                |                |                |                |                |                |                |                |                |                |                |                |                |                |
| NRW Trophy                  | 6              |                |                |                |                |                |                |                |                |                |                |                |                |                |                |                |                |
| Open d’Andorra              |                | 5              |                |                |                |                |                |                |                |                |                |                |                |                |                |                |                |
| Warsaw Cup                  |                |                | 3              |                |                |                |                |                |                |                |                |                |                |                |                |                |                |
| Zimowa uniwersjada          | 8              |                | 4              |                |                |                |                |                |                |                |                |                |                |                |                |                |                |
| Krajowe                     |                |                |                |                |                |                |                |                |                |                |                |                |                |                |                |                |                |
| Mistrzostwa Finlandii       | 2              | 2              | 1              |                | C              | 1              | 1              |                |                |                |                |                |                |                |                |                |                |

### Soliści

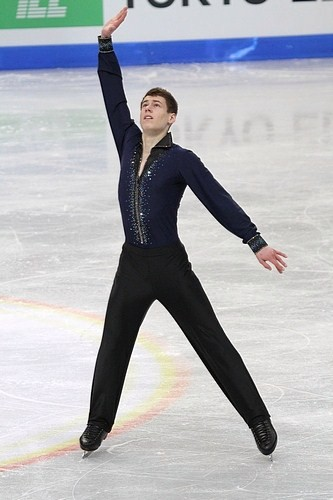
Versluis na mistrzostwach świata juniorów 2012

| Zawody                                | 06–07          | 07–08          | 08–09          | 09–10          | 10–11          | 11–12          | 12–13          | 13–14          | 14–15          | 15–16          |                |                |                |                |                |                |                |
| Międzynarodowe                        | Międzynarodowe | Międzynarodowe | Międzynarodowe | Międzynarodowe | Międzynarodowe | Międzynarodowe | Międzynarodowe | Międzynarodowe | Międzynarodowe | Międzynarodowe | Międzynarodowe | Międzynarodowe | Międzynarodowe | Międzynarodowe | Międzynarodowe | Międzynarodowe | Międzynarodowe |
| ------------------------------------- | -------------- | -------------- | -------------- | -------------- | -------------- | -------------- | -------------- | -------------- | -------------- | -------------- | -------------- | -------------- | -------------- | -------------- | -------------- | -------------- | -------------- |
| Mistrzostwa Europy                    |                |                |                |                |                |                |                | WD             |                |                |                |                |                |                |                |                |                |
| CS Finlandia Trophy                   |                |                |                |                |                |                |                |                |                | 11             |                |                |                |                |                |                |                |
| CS Golden Spin Zagrzeb                |                |                |                |                |                |                |                |                |                | 20             |                |                |                |                |                |                |                |
| CS Memoriał Ondreja Nepeli            |                |                |                |                |                |                |                |                |                | 6              |                |                |                |                |                |                |                |
| Coupe du Printemps                    |                |                |                |                |                |                |                |                | 5              |                |                |                |                |                |                |                |                |
| Finlandia Trophy                      |                |                |                |                |                | 14             | 12             | 10             |                |                |                |                |                |                |                |                |                |
| Golden Bear Zagrzeb                   |                |                |                |                |                |                |                |                |                | 1              |                |                |                |                |                |                |                |
| International Challenge Cup           |                |                |                |                |                |                |                |                | 7              |                |                |                |                |                |                |                |                |
| NRW Trophy                            |                |                |                |                |                |                | 23             | 7              | 16             |                |                |                |                |                |                |                |                |
| Volvo Open Cup                        |                |                |                |                |                |                |                | 13             |                |                |                |                |                |                |                |                |                |
| Mistrzostwa nordyckie                 |                |                |                |                |                | 5              | 8              |                |                | 4              |                |                |                |                |                |                |                |
| Międzynarodowe: Kategorie młodzieżowe |                |                |                |                |                |                |                |                |                |                |                |                |                |                |                |                |                |
| Mistrzostwa świata juniorów           |                |                |                |                |                | 21             | 19             |                |                |                |                |                |                |                |                |                |                |
| JGP w Austrii                         |                |                |                |                |                |                | 13             |                |                |                |                |                |                |                |                |                |                |
| JGP na Białorusi                      |                |                |                |                |                |                |                | 9              |                |                |                |                |                |                |                |                |                |
| JGP w Czechach                        |                |                | 20             |                |                |                |                |                |                |                |                |                |                |                |                |                |                |
| JGP w Estonii                         |                |                |                |                |                |                |                | 12             |                |                |                |                |                |                |                |                |                |
| JGP na Łotwie                         |                |                |                |                |                | 17             |                |                |                |                |                |                |                |                |                |                |                |
| JGP w Niemczech                       |                |                |                |                |                |                | 11             |                |                |                |                |                |                |                |                |                |                |
| JGP w Polsce                          |                |                |                |                |                | 9              |                |                |                |                |                |                |                |                |                |                |                |
| JGP w Wielkiej Brytanii               |                |                |                |                | 11             |                |                |                |                |                |                |                |                |                |                |                |                |
| Copenhagen Trophy                     |                | 1 N            |                |                |                |                |                |                |                |                |                |                |                |                |                |                |                |
| Gardena Spring Trophy                 |                |                |                |                | 5 J            |                |                |                |                |                |                |                |                |                |                |                |                |
| International Cup of Nice             | 14 J           |                |                |                |                |                |                |                |                |                |                |                |                |                |                |                |                |
| International Challenge Cup           |                |                | 7 J            |                |                |                |                |                |                |                |                |                |                |                |                |                |                |
| NRW Trophy                            |                |                |                |                | 3 J            | 2 J            |                |                |                |                |                |                |                |                |                |                |                |
| Warsaw Cup                            |                | 1 N            |                |                |                |                |                |                |                |                |                |                |                |                |                |                |                |
| Mistrzostwa nordyckie                 |                | 1 N            | 3 J            | 5 J            |                |                |                |                |                |                |                |                |                |                |                |                |                |
| Olimpijski festiwal młodzieży Europy  |                |                |                |                | 4              |                |                |                |                |                |                |                |                |                |                |                |                |
| Krajowe                               |                |                |                |                |                |                |                |                |                |                |                |                |                |                |                |                |                |
| Mistrzostwa Finlandii                 | 3 J            | 4 J            | 2 J            | 5 J            | 1 J            | 2              | 2              | 1              | 4              | 3              |                |                |                |                |                |                |                |

## Programy
Juulia Turkkila / Matthias Versluis
| Sezon   | Taniec rytmiczny (RD) | Taniec dowolny (FD) |
| ------- | --- | --- |
| 2021–22 | - Blues: Breathe You In My Dreams – Trixie Whitley - Hip Hop: River by Bishop Briggs – Ian Scott, Mark Andress Jackson, Sarah McLaughlin                                                                | - Wild Side – Roberto Cacciapaglia - Bruises – Lewis Capaldi                                                                                       |
| 2020–21 | - Thoroughly Modern Millie medley – Jeanine Tesori, Dick Scanlan - Quickstep: Overture - Swing: What Do I Need With Love? - Forget About the Boy choreografia: Pasquale Camerlengo, Massimo Scali       | - Smilies for Y – Ezio Bosso - Unconditioned (Following, A Bird) – Ezio Bosso - Fortitude – Haevn choreografia: Pasquale Camerlengo, Massimo Scali |
| 2019–20 | - Thoroughly Modern Millie medley – Jeanine Tesori, Dick Scanlan - Quickstep: Overture - Swing: What Do I Need With Love? - Forget About the Boy choreografia: Pasquale Camerlengo, Massimo Scali       | - Smilies for Y – Ezio Bosso - Unconditioned (Following, A Bird) – Ezio Bosso - Fortitude – Haevn choreografia: Pasquale Camerlengo, Massimo Scali |
| 2018–19 | - Coco Before Chanel (z filmu Coco Chanel – Alexandre Desplat - Tango: Verano Porteño – Mario & Daniel Celaro - Flamenco: Poeta en Mar – Vicente Amigo choreografia: Pasquale Camerlengo, Massimo Scali | - XX koncert fortepianowy – Wolfgang Amadeus Mozart choreografia: Pasquale Camerlengo, Massimo Scali                                               |